# Anaji, Davanagere
Anaji là một làng thuộc tehsil Davanagere, huyện Davanagere, bang Karnataka, Ấn Độ.